# 青森県道39号長平町森田線
青森県道39号長平町森田線（あおもりけんどう39ごう ながだいまちもりたせん）は、青森県西津軽郡鯵ヶ沢町からつがる市に至る県道（主要地方道）である。

## 概要
鰺ヶ沢町長平町の青森県道30号岩木山環状線から分岐し、ほぼ北方向へ進んでつがる市森田町字床舞の道の駅もりた付近で国道101号に接続する。
終点付近でJR東日本 五能線と交差している。

### 路線データ
- 起点：西津軽郡鰺ケ沢町大字長平町[1]（青森県道30号岩木山環状線交点）
- 終点：つがる市森田町[1]（国道101号交点）

## 歴史
- 1993年（平成5年）5月11日 - 建設省により県道長平町陸奥森田停車場線の一部が主要地方道長平町森田線に指定される[2]。
- 1994年（平成6年）3月25日 - 1993年に主要地方道長平町森田線に指定された区間が、県道長平町森田線に認定される[1]。

## 地理

### 交差する道路
- 青森県道30号岩木山環状線（西津軽郡鰺ヶ沢町大字長平町、起点）
- 津軽中部広域農道（通称やまなみロード）
- 青森県道31号弘前鯵ケ沢線（西津軽郡鰺ヶ沢町建石町）
- 青森県道267号山田鰺ケ沢線（つがる市森田町大館）
- 国道101号（つがる市森田町床舞、終点）

### 沿線の施設など
- ロックウッド・ホテル＆スパ（起点付近）
- 青森スプリング・ゴルフクラブ（起点付近）
- 青森スプリング・スキーリゾート（起点付近）
- 青森県立森田養護学校
- 秋ケ館溜池
- JR東日本 五能線
- 道の駅もりた（終点付近）